# تی-کافی
تی-کافی (به انگلیسی: Tree-based Consistency Objective Function For alignment Evaluation) یک نرم‌افزار هم‌ترازسازی چند توالی است که از روش پیشرونده استفاده میکند. به این صورت که یک کتابخانه از همترازسازی‌های دوتایی تولید می‌کند که به همترازسازی چندتوالی کمک میکند. همچنین این نرم‌افزار می‌تواند همترازسازی‌های چند توالی که از قبل وجود دارد را با هم ترکیب کند و در آخرین نسخه ی آن از اطلاعات ساختاری فایل‌های بانک داده پروتئین استفاده می‌کند (3D-Coffee) . از جمله ویژگی‌های پیشرفته ی آن این است که می‌تواند کیفیت همترازسازی را ارزیابی کرده و همچنین وقوع موتیف‌ها را تشخیص دهد. به صورت پیش‌فرض همترازسازی‌ها را در فرمت aln (کلاستال) تولید میکند، ولی می‌تواند فرمت‌های PIR، MSF و فست ای را هم پشتیبانی کند. متداول‌ترین فرمت‌ها از جمله PIR و فست ای را پشتیبانی میکند.

## مقایسه با سایر نرم‌افزارهای همترازسازی
هنگامی که خروجی به صورت پیش‌فرض به فرمت Clustal باشد، تا حد زیادی با خروجی که به فرمت ClustalW/X باشد تفاوت دارد. به‌طوری‌که برنامه‌هایی که فرمت Clustal را پشتیبانی می‌کنند نمی‌توانند آن را بخوانند. خوشبختانه ClustalX خروجی تی-کافی را می‌تواند به عنوان ورودی بگیرد. پس ساده‌ترین راه حل این است که خروجی تی-کافی را به عنوان ورودی ClustalX گرفته و سپس دوباره خروجی بگیریم. یک راه دیگر این است که با دستور "-output=clustalw_aln" صریحاً فرمت خروجی را ClustalW قرار دهیم.
یکی از ویژگی‌های خاص تی-کافی این است که می‌تواند روش‌های متفاوت و نوع داده‌های متفاوت را با هم ترکیب کند. در آخرین نسخه، تی-کافی رشته‌های پروتئین و ساختارهایشان و رشته‌های آران‌ای و ساختارهایشان را با هم ترکیب میکند.

## تغییرات

### ام-کافی
ام-کافی یک حالت خاصی از تی-کافی است که در آن میتوان خروجی بسته‌های متفاوت همترازسازی چند توالی (Muscle ، ClustalW، Mafft، ProbCons و...) را با هم ترکیب کرد. این حالت تقریباً از همترازسازی‌های تکی بهتر جواب می‌دهد. نکتهٔ قابل توجه این است که روی مناطقی که همهٔ بسته‌ها توافق دارند، همترازسازی به خوبی صورت می‌گیرد و خروجی ام-کافی همترازسازی روی این نقاط است.

### 3دی-کافی
یک حالت خاصی از تی-کافی است که در آن میتوان رشته و ساختار را در یک همترازسازی ترکیب کرد. همترازسازی‌هایی که بر مبنای ساختار هستند میتوانند از همترازسازهای متداول مانند TMalign ، Mustang و sap استفاده کنند.

### آر-کافی
حالت خاصی از تی-کافی است که در آن میتوان رشته‌های آران‌ای را با کمک ساختار دومشان همتراز کرد.